# Apogon apogonoides
Apogon apogonoides är en fiskart som först beskrevs av Bleeker, 1856.  Apogon apogonoides ingår i släktet Apogon och familjen Apogonidae. Inga underarter finns listade i Catalogue of Life.

## Bildgalleri

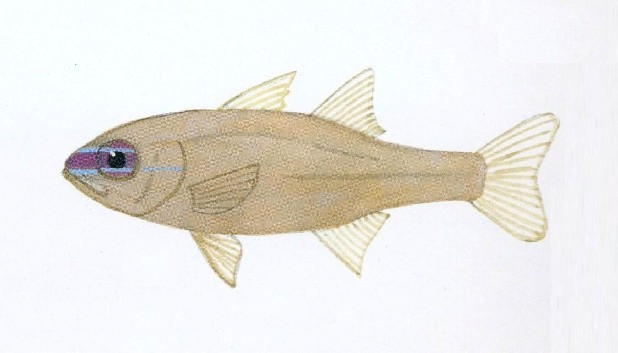